# Christian Schütz (Politiker)
David Christian Schütz (* 7. Juni 1816 in Herborn; † 2. August 1890 in Marburg) war ein deutscher Amtmann und Mitglied der zweiten Kammer der Landstände des Herzogtums Nassau.

## Leben
Christian Schütz wurde als Sohn des Pfarrers Johann Christian Schütz (1768–1841) und dessen Ehefrau Chatharina Elisabetha Haubach geboren.
Nach dem Abitur am Gymnasium Weilburg im Jahre 1838 absolvierte er ein Studium der Rechtswissenschaften an der Ruprecht-Karls-Universität Heidelberg, wurde 1843 zunächst Kriminalgerichtsakzessist in Dillenburg und war, bevor er 1849 Kreisamtssekretär beim Kreisamt Hadamar wurde, als Akzessist in Selters und Höchst am Main tätig.
In den Jahren von 1858 bis 1863 hatte er für den Wahlkreis IV Hachenburg/Marienburg ein Mandat für die zweite Kammer der Landstände des Herzogtums Nassau.
1862/1863 wurde er kommissarischer Leiter des Amtes Rennerod und leitete von 1863 bis 1866 als Amtmann die Verwaltung.
Von 1864 bis 1866 hatte er für den Wahlkreis II Rennerod ein Mandat für die zweite Kammer der Landstände des Herzogtums Nassau.
Von 1866 bis 1870 war er Amtmann in Runkel und danach neun Jahre lang kommissarischer Leiter der Amtsverwaltung Dillenburg, bevor er von 1880 bis 1884 Amtmann in Weilburg war.